# اللجنة الكندية لحقوق الإنسان

أنشئت اللجنة الكندية لحقوق الإنسان عام 1977 من قبل الحكومة الكندية. تعمل اللجنة تحت سلطة قانون حقوق الإنسان الكندي في التحقيق وحل الشكاوى المتعلقة بالتمييز في التوظيف وتقديم الخدمات داخل الولاية القضائية الفيدرالية. تعمل اللجنة أيضًا تحت سلطة حركة المساواة في التوظيف لتضمن أن أرباب العمل الخاضعين للوائح الفدرالية يوفرون فرص عمل متساوية لكل من الفئات الموجّهة من النساء والسكان الأصليين وأصحاب الاحتياجات الخاصة والأقليات المرئية. تساعد اللجنة الكندية لحقوق الإنسان على تحقيق هذه الحقوق الإنسانية وإعلام العامّة وأصحاب الأعمال بها.

## الهيكل والتنظيم
تأسست اللجنة الكندية لحقوق الإنسان من قبل البرلمان الكندي عام 1977 من أجل إدارة حركة حقوق الإنسان الكندية، ووسع نطاق عملها ليشمل حركة المساواة في التوظيف.
ينطبق كلا القانونين على المنظمات الخاضعة للتنظيم الفدرالي التي تتضمن الوكالات والدوائر الحكومية الفدرالية والشركات الحكومية ومنظمات القطاع الخاص مثل البنوك وشركات الطيران بالإضافة إلى شركات النقل والاتصالات.
تحت رعاية قانون حقوق الإنسان الكتدي، تحمي اللجنة الحقوق الإنسانية للأفراد المتواجدين بشكل قانوني على الأراضي الكندية. وهي تستشرق مستقبلًا لكندا يحصل فيه جميع الأفراد على فرص متساوية ويعيشون فيه حياة خالية من التمييز.
تتحمل اللجنة مسؤولية التعامل مع ادعاءات التمييز. تلزَم اللجنة قانونيًا على حل فحص كل ادعاء بالتميز تتلقاه. تشجع اللجنة الأفراد على حل مشاكلهم بشكل غير رسمي عند الإمكان.
تقوم اللجنة بإجراء تحقيق في المواقف التي لا يستطيع فيها الأفراد حل مشاكلهم بأنفسهم. في حال كان الادعاء يستحق البحث في أمرة، فإن اللجنة ترسله إلى المحكمة الكندية لحقوق الإنسان. خلاف ذلك، يتم رفض الشكوى.
في بعض الحالات يمكن للجنة أن تصدر قرارها قبل المحكمة. وذلك يحدث عندما تشعر اللجنة أن الشكوى تتعامل مع مسألة تخص الشأن العام. يشمل ذلك القرارت التي لديها القدرة على التأثير أو إعادة تعريف وصياغة حقوق الإنسان في كندا.
تعمل اللجنة تحت سلطة حركة المساواة في التوظيف من أجل تعزيز المساواة في مكان العمل لكل من النساء والسكان الأصليين وأصحاب الاحتياجات الخاصة والأقليات المرئية. كما تعمل مع أرباب العمل لضمان عدم حرمان أي شخص من الحصول على فرصة عمل لأسباب لا علاقة لها بقدراته. كما تجري اللجنة دروس استماع لمساعدة أرباب العمل تلبية متطلبات قانون المساواة في العمل.